# Sous-groupe
Un sous-groupe est un objet mathématique décrit par la théorie des groupes.
Dans cet article, (G, ∗) désigne un groupe d'élément neutre e.

## Définitions
Soit H un sous-ensemble de G. On dit que H est un sous-groupe de (G, ∗) si la structure de G induit sur H une structure de groupe, c'est-à-dire si les trois conditions suivantes sont satisfaites : H comprend le neutre de G, le composé de deux éléments de H selon la loi de G appartient toujours à H et l'inverse (selon la loi de G) de tout élément de H appartient lui-même à H. Dans ce cas, on dit aussi que le groupe formé par H et par la loi de groupe induite est un sous-groupe de G.
Dans la pratique, on note la loi interne du sous-groupe avec le même symbole que celui de la loi interne du groupe, c'est-à-dire ∗.

### Sous-groupe propre
- Si G est un groupe alors {e} (le groupe réduit à l'élément neutre) et G sont toujours des sous-groupes de G. Ce sont les sous-groupes triviaux de G. On les appelle également les sous-groupes impropres de G.
- Soit H, un sous-groupe de G différent des sous-groupes triviaux, alors H est un sous-groupe propre de G.
  - Remarque : les groupes n'ayant pas de sous-groupes propres sont les groupes cycliques d'ordre premier ou égal à 1.
- La terminologie est en fait flottante. Les auteurs anglophones[2] et certains auteurs francophones[3] appellent sous-groupes propres d'un groupe G les sous-groupes de G distincts de G. Les auteurs qui adoptent cette définition d'un sous-groupe propre désignent par « sous-groupe trivial » (quand ils emploient cette expression) le sous-groupe réduit à l'élément neutre[2].

## Propriété
L'élément neutre de H est idempotent donc égal à e (le neutre de G), et le symétrique (dans H) d'un élément h de H est aussi (l'unique) symétrique de h dans G. Pour cette raison, leur notation est la même dans H que dans G.

## Caractérisation
D'après la définition donnée plus haut, une partie H de G est un sous-groupe de G si et seulement si :
1. H contient e et
2. H est stable par produits et inverses, i. e. :{\displaystyle \forall x,y\in H\quad x*y\in H\quad {\text{et}}\quad \forall x\in H\quad x^{-1}\in H}ou encore :{\displaystyle \forall x,y\in H\quad x*y^{-1}\in H.}

Dans cette caractérisation, on peut (compte tenu de la condition 2.) remplacer la condition 1. par : H est non vide.
Un sous-ensemble fini de G est un sous-groupe de G si (et seulement si) il est non vide et stable pour les produits.

## Exemples

### Sous-groupe d'un groupe cyclique fini
Soit G un groupe cyclique fini d'ordre pq, où p et q sont deux entiers strictement positifs. Alors G a un unique sous-groupe d'ordre p. Ce sous-groupe est cyclique, engendré par gq où g est n'importe quel générateur de G.

### Sous-groupe des entiers relatifs
Les sous-groupes du groupe additif ℤ des entiers relatifs sont les parties de la forme nℤ, pour n'importe quel entier n.

### Sous-groupe des réels
Plus généralement, les sous-groupes non denses du groupe additif ℝ des réels sont les parties de la forme rℤ, pour n'importe quel réel r.

On en déduit le théorème de Jacobi-Kronecker : dans le cercle unité (le groupe multiplicatif des complexes de module 1), le sous-groupe des puissances d'un élément ei2πt (qui est évidemment fini si t est rationnel) est dense si t est irrationnel.

### Sous-groupe engendré par une partie
Soit S une partie de G. Il existe un plus petit sous-groupe de G contenant S, appelé « sous-groupe engendré par S », et noté 〈S〉.

## Théorème de Lagrange
Si G est d'ordre fini, et H un sous-groupe de G, alors le théorème de Lagrange affirme que [G:H] |H| = |G|, où |G| et |H| désignent les ordres respectifs de G et H. En particulier, si G est fini, alors l'ordre de tout sous-groupe de G (et l'ordre de tout élément de G) doit être un diviseur de |G|.

### Corollaire
Tout groupe d'ordre premier p est cyclique et isomorphe à ℤ/pℤ.

## Liens avec les morphismes
La notion de sous-groupe est « stable » pour les morphismes de groupes. Plus précisément :
Soit f : G → G' un morphisme de groupes.
- Pour tout sous-groupe H de G, f(H) est un sous-groupe de G'.
- Pour tout sous-groupe H' de G', f−1(H') est un sous-groupe de G.

Si K est un sous-groupe de H et H un sous-groupe de G alors K est un sous-groupe de G, et de même en remplaçant « est un sous-groupe » par « est isomorphe à un sous-groupe ». Mais l'analogue du théorème de Cantor-Bernstein est faux pour les groupes, c'est-à-dire qu'il existe (parmi les groupes libres par exemple) deux groupes non isomorphes tels que chacun se plonge dans l'autre.

## Liens avec les treillis
Les sous-groupes d'un groupe quelconque donné, forment un treillis complet pour l'inclusion. Il y a un sous-groupe minimal, le groupe {e} (e étant l'élément neutre de G), et un sous-groupe maximal, le groupe G lui-même.
La borne inférieure de deux sous-groupes A et B est leur intersection A⋂B. La borne supérieure est le sous-groupe
engendré par la réunion des sous-groupes, soit 〈A⋃B〉.
Les sous-groupes distingués d'un groupe G quelconque forment également un treillis pour l'inclusion. Les éléments minimal et maximal sont respectivement {e} et G.